# Lee-Nunatak (Prince Charles Mountains)
Der Lee-Nunatak ist ein Nunatak im ostantarktischen Mac-Robertson-Land. Er ragt 4 km südlich des Mount Gardner in der Porthos Range der Prince Charles Mountains auf.
Luftaufnahmen der Australian National Antarctic Research Expeditions dienten seiner Kartierung. Das Antarctic Names Committee of Australia benannte ihn 1972 nach Evan Lee, Wetterbeobachter auf der Davis-Station im Jahr 1963 und Gesamtverantwortlicher für Wetterbeobachtungen auf der Mawson-Station im Jahr 1969.